# 2141 Симферопољ
2141 Simferopol је астероид главног астероидног појаса чија средња удаљеност од Сунца износи 2,805 астрономских јединица (АЈ).
Апсолутна магнитуда астероида је 11,3.